# Szefowie ministrów Gibraltaru
Szef Ministrów Gibraltaru jest liderem największej partii w parlamencie Gibraltaru. Formalnie jest mianowany przez Gubernatora Gibraltaru.
| Osoba | Osoba             | Osoba                     | Kadencja         | Kadencja        | Partia polityczna                                  |
| #     | Portret           | Imię i Nazwisko           | Od               | Do              | Partia polityczna                                  |
| ----- | ----------------- | ------------------------- | ---------------- | --------------- | -------------------------------------------------- |
| 1     | Sir Joshua Hassan | Joshua Hassan (1915–1997) | 11 sierpnia 1964 | 6 sierpnia 1969 | Stowarzyszenie na Rzecz Rozwoju Praw Obywatelskich |
| 2     | Sir Robert Peliza | Robert Peliza (1920–2011) | 6 sierpnia 1969  | 25 czerwca 1972 | Partia Integracji z Wielką Brytanią                |
| (1)   | Sir Joshua Hassan | Joshua Hassan (1915–1997) | 25 czerwca 1972  | 8 grudnia 1987  | Stowarzyszenie na Rzecz Rozwoju Praw Obywatelskich |
| 3     | Adolfo Canepa     | Adolfo Canepa (1940–)     | 8 grudnia 1987   | 25 marca 1988   | Stowarzyszenie na Rzecz Rozwoju Praw Obywatelskich |
| 4     | Joe Bossano       | Joe Bossano (1939–)       | 25 marca 1988    | 17 maja 1996    | Gibraltarska Socjalistyczna Partia Pracy           |
| 5     | Peter Caruana     | Peter Caruana (1956–)     | 17 maja 1996     | 9 grudnia 2011  | Gibraltarscy Socjaldemokraci                       |
| 6     | Fabian Picardo    | Fabian Picardo (1972–)    | 9 grudnia 2011   | nadal           | Gibraltarska Socjalistyczna Partia Pracy           |